# Julie Burkardt
Julie Burkardt (* 1995 in Panaji, Indien) ist eine Schweizer Schauspielerin und Produzentin aus Basel mit Wurzeln aus Kaschmir.

## Leben
Julie Burkardt begann in ihrer Kindheit mit Geigenunterricht und besuchte die Ballettschule des Stadttheaters Luzern. Während ihrer Anstellung (2010–2014) in der Privat Bank E. Gutzwiller & Cie. Banquiers spielte sie in diversen Schweizer Theaterprojekten mit. Mit der Co-Produktion Magic Fonds des Deutschen Theaters Berlin und dem Theater Basel führte sie unter der Regie von Tobias Rausch 2011 erstmals in Deutschland auf. 2012 arbeitete sie mit der Regisseurin Florentine Klepper an der szenischen Installation „Utopia – vom besten Zustand“.
Von 2014 bis 2017 studierte sie Schauspiel in Berlin. Unter der Leitung von Valentin Plătăreanu spielte sie als Jeléna Popówa in Der Bär und arbeitet nach ihrem Abschluss freiberuflich im Film und Theater. 2018 war sie für Rirkrit Tiravanija Teil der vierstündigen Performance „Divine Comedy“ in der Fondation Beyeler. Mit dem Kino-Kurzfilm TO BE THERE gab sie 2019 ihr Debüt als Produzentin. Ihre Vision ist es, eine Vielzahl komplexer Ideen zu verwirklichen, in denen sie mit einer persönlichen Haltung agieren kann. Der Film wurde 2020 für den Basler Film- und Medienkunstpreis und die Internationalen Kurzfilmtage Winterthur nominiert.

## Theater
- 2009: Alles was wir geben mussten, Theater Basel[3]
- 2010: Friss oder stirb, Junges Theater Basel
- 2011: Magic Fonds[4], Deutsches Theater Berlin und Theater Basel
- 2012: Utopia – vom besten Zustand[5], Theater Basel
- 2014: Freier Fall[6], Theater Bremen und Theater Basel
- 2017: Der Bär, Studio Bühne Charlottenburg
- 2018: Divine Comedy, Fondation Beyeler

## Filmografie
- 2011: Leben ist Glücksspiel (Kurzfilm)
- 2015: Fata Morgana (Musikvideo)
- 2016: Deine Zukunft (Kinokurzfilm)
- 2017: Straight Family (TV, Webserie)
- 2019: Cinderella und Renegades von L'aupaire[7] (Musikvideo)
- 2019: Remember (Kinokurzfilm)
- 2019: Der Fremde (Kinokurzfilm)
- 2019: To Be There (Kinokurzfilm)
- 2020: Letzte Spur Berlin – Kleine Blume[8] (Fernsehserie)
- 2022: In aller Freundschaft – Die jungen Ärzte – Angst (Fernsehserie)
- 2023: Oxen (Fernsehserie)